# Pfarrkirche hl. Ägydius (Semriach)

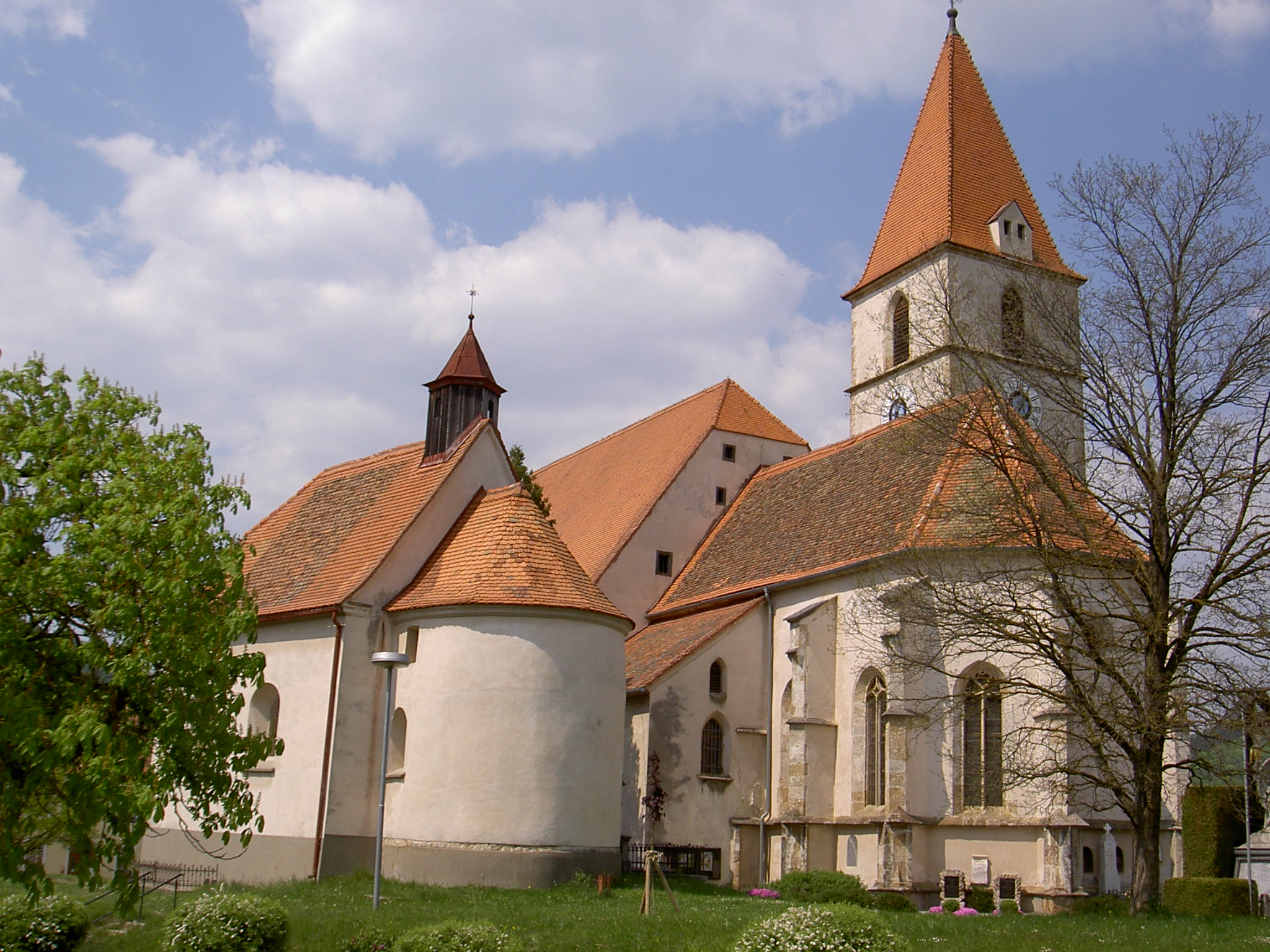
Die Kirche im April 2007 mit der ehemaligen Friedhofskapelle im Vordergrund

Die Kirche hl. Ägydius ist die römisch-katholische Pfarrkirche des Markts und der Marktgemeinde Semriach in der Steiermark. Die Geschichte des heutigen Kirchenbaus geht bis in das beginnende 16. Jahrhundert zurück.

## Geschichte
Die erste urkundliche Erwähnung einer Kirche findet sich 1237. Vermutlich war sie bereits um 1150 erbaut worden. Dieser Bau wurde um 1500 abgebrochen und durch die heutige, spätgotische Hallenkirche ersetzt. Das Langhaus wurde 1505 und der Chor 1543 fertiggestellt. Bis 1912 war die Kirche von einem Friedhof umgeben. Restaurierungsarbeiten erfolgten in den Jahren 1960 und 1987.

## Beschreibung

### Außen

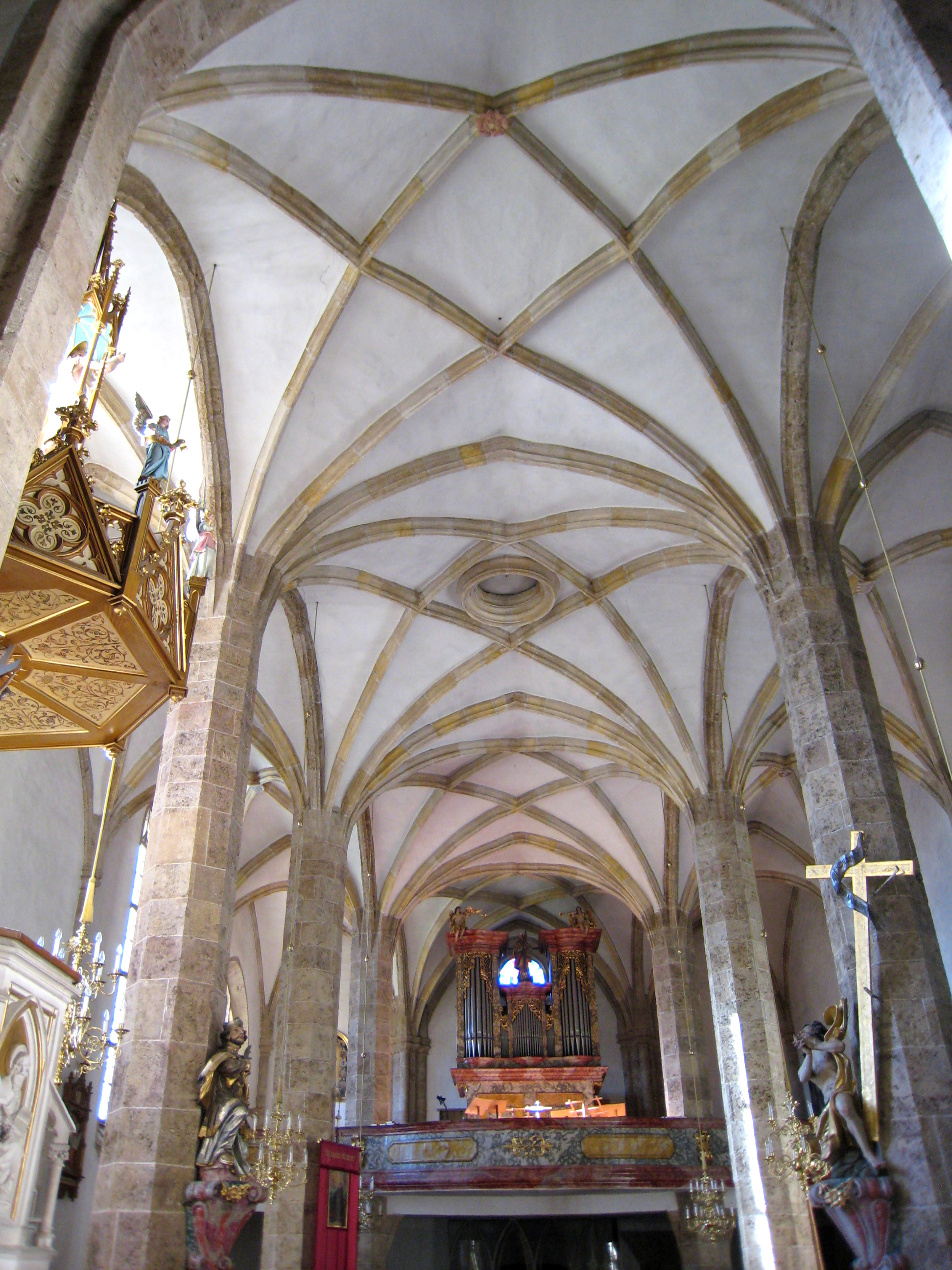
Der Innenraum mit Blick auf die Orgel

Die Kirche wurde als spätgotische Hallenkirche mit einer Außenlänge von rund 44 Metern errichtet. Das Langhaus sowie der Chor haben zwei- bis dreifach abgestufte Strebepfeiler sowie ein umlaufendes Kaffgesims auf. Das Langhaus hat vierbahnige Maßwerkfenster, der Chor an der Südseite zweibahnige. In die Außenmauer sind ein figuraler und zwei inschriftliche Römersteine aus dem 2. und 3. Jahrhundert nach Christus eingemauert. An der Westseite des Gebäudes befindet sich ein abgestuftes Eingangsportal, an der Südseite ein Kielbogenportal. Im Nordwesten des Bauwerkes befindet sich ein kleines Treppentürmchen. An der Nordseite steht der quadratische Kirchturm mit einem Pyramidendach, der zur selben Zeit wie der Chor erbaut worden ist. Er hat spitzbogige Schallfenster und ein Rippensterngewölbe. Eine der Glocken wurde 1648 von Johann A. de la Porta gegossen.

### Innen
Das dreischiffige, vierjochige Langhaus ist eine Halle mit achteckigen, gekehlten Pfeilern ohne Kapitellen. Über dem Mittelschiff ruht ein Sternrippengewölbe, über den beiden schmäleren, im Grundriss längsrechteckigen Seitenschiffen Kreuzrippengewölbe auf Wanddiensten. An der westlichen Wand des Langhauses befinden sich zwei halbe Bündelpfeiler, die das Gewölbe stützen. Der Schlussstein des nördlichen Seitenschiffes zeigt das Wappen von Leonhard von Keutschach, der Schlussstein des südlichen Seitenschiffes das Wappen von Jakob Grazer, eines ehemaligen Pfarrers. Auf jeder Seite des Fronbogens befindet sich eine gebündelte Rippenkonsole. Die Rechte zeigt einen Männerkopf mit Bart. Der dreijochige Langchor hat einen Fünfachtelschluss und ein auf gekehlten Wandvorlagen ruhendes Netzrippengewölbe mit einer Dreiparallelrippenfiguration. Der Schlussstein des Chores zeigt das Wappen des ehemaligen Pfarrers Conrad Jagerhofer. An der südlichen Seite des Chores befindet sich die Sakristei mit einem Schulterbogenportal. Die ursprüngliche, gotische West-Empore wurde 1730 abgebrochen und von Anton Nagl durch eine dreiachsige, barocke ersetzt. Die alten Ansätze der Gewölbe sind noch erkennbar.

### Inventar
Der neugotische Hochaltar wurde 1869 nach einem Entwurf von Hans Pascher errichtet und am 1. September 1896 von Abt Candidus Zapfl geweiht. Auf ihm befinden sich von Peter Neuböck angefertigte Figuren. Pascher und Neuböck gestalteten im Jahr 1898 auch die Kanzel. Das ursprüngliche, von Franz Ignaz Flurer 1744 gemalte Altarblatt des Hochaltars befindet sich heute zusammen mit einem Bildnis des heiligen Donatus im Chor. Der rechte, 1720 geweihte Seitenaltar hat ein 1653 gemaltes Bild, das die Taufe Christ darstellt. Auf ihm stehen Figuren die Philipp Jakob Straub zugeschrieben werden. Der linke, 1653 geweihte Seitenaltar wurde im Knorpelwerkstil gestaltet. Im Tabernakel befindet sich eine aus dem letzten Viertel des 18. Jahrhunderts stammende Figur des Geißelchristus, vermutlich aus dem Umkreis von Jakob Peyer. An den vordersten Pfeilern befinden sich aus der Werkstatt von Philipp Jakob Straub stammende Figuren aus der Zeit um 1735 bis 1740, die die Heiligen Dismas und Johannes Nepomuk darstellen. Am Fronbogen steht eine Statue des heiligen Ägydius aus dem zweiten Drittel des 18. Jahrhunderts. Über dem Hochaltar befindet sich die Darstellung einer verwundeten Hirschkuh. Über dem westlichen Eingangsportal ist ein einköpfiger Königsadler im Bogenfeld dargestellt. Die von Peter Neuböck modellierten Kreuzwegreliefs stammen aus dem Jahr 1906. Innen ist ein Grabstein aus dem Jahr 1756, außen zwei Römersteine eingemauert. Die Orgel wurde 1742 von Johann G. Mitterreiter errichtet. Ihr Gehäuse ziert eine 1744 angefertigte Darstellung des Königs David.